# Dun-sur-Meuse
Pour les articles homonymes, voir Dun.
Dun-sur-Meuse est une commune française située dans le département de la Meuse, en région Grand Est.
Ses habitants sont appelés les Dunois.

## Géographie

### Localisation
Dun-sur-Meuse est un petit bourg situé sur la route de Verdun à Sedan.
 La partie basse du bourg est coincée entre la Meuse et la colline qui porte la partie haute : Dun-Haut. La colline est boisée et surplombe la vallée de la Meuse et la partie basse du village d'environ 80 m. La commune doit son nom à cette colline fortifiée : Dunum en langue celte.
Au sommet de la colline, on peut voir les ruines d'un château et une église du XIVe siècle.
Le nord et l'ouest de la commune sont délimités par la Meuse. Le sud de la commune est occupé par les bois de Chênois et de Bussy.

### Communes limitrophes
- Sassey-sur-Meuse au nord ;
- Milly-sur-Bradon à l'est ;
- Fontaines-Saint-Clair au sud-est ;
- Liny-devant-Dun au sud ;
- Cléry-le-Petit au sud-ouest ;
- Doulcon à l'ouest.

| Mont-devant-Sassey | Milly-sur-Bradon | Milly-sur-Bradon |
| Doulcon            | Dun-sur-Meuse    | Milly-sur-Bradon |
| Doulcon            | Doulcon          | Liny-devant-Dun  |

### Hydrographie
La commune est dans le bassin versant de la Meuse au sein du bassin Rhin-Meuse. Elle est drainée par la Meuse, le canal de l'Est Branche-Nord et la Vieille Meuse,.
La Meuse, d'une longueur de 486 km dans sa partie française, est un fleuve européen qui prend sa source en France, dans la commune du Châtelet-sur-Meuse, à 409 mètres d'altitude, et se jette dans la mer du Nord après un cours long d'approximativement 950 kilomètres traversant la France, la Belgique et les Pays-Bas. 
Le canal de l'Est Branche-Nord, d'une longueur de 141 km, est un chenal et un cours d'eau naturel navigable qui relie Givet à Troussey, où il rejoint le canal de la Marne au Rhin. 

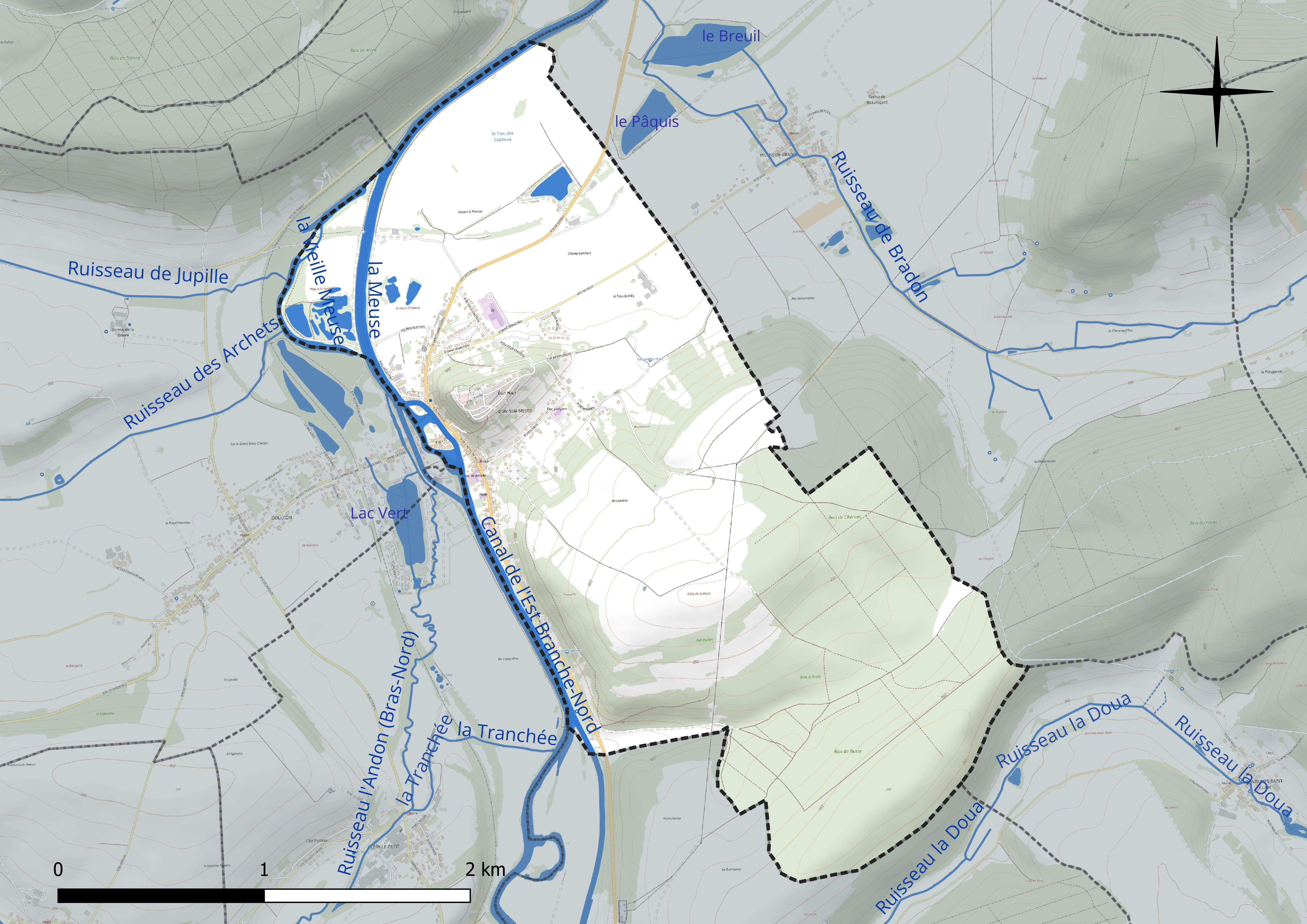
Réseau hydrographique de Dun-sur-Meuse.

### Climat
Pour des articles plus généraux, voir Climat du Grand Est et Climat de la Meuse.
En 2010, le climat de la commune est de type climat de montagne, selon une étude du Centre national de la recherche scientifique s'appuyant sur une série de données couvrant la période 1971-2000. En 2020, Météo-France publie une typologie des climats de la France métropolitaine dans laquelle la commune est exposée à un climat océanique altéré et est dans la région climatique  Lorraine, plateau de Langres, Morvan, caractérisée par un hiver rude (1,5 °C), des vents modérés et des brouillards fréquents en automne et hiver. 
Pour la période 1971-2000, la température annuelle moyenne est de 9,4 °C, avec une amplitude thermique annuelle de 15,9 °C. Le cumul annuel moyen de précipitations est de 960 mm, avec 14 jours de précipitations en janvier et 9,5 jours en juillet. Pour la période 1991-2020, la température moyenne annuelle observée sur la station météorologique de Météo-France la plus proche, « Mouzay », sur la commune de Mouzay à 9 km à vol d'oiseau, est de 10,6 °C et le cumul annuel moyen de précipitations est de 789,5 mm. 
La température maximale relevée sur cette station est de 40,4 °C, atteinte le 24 juillet 2019 ; la température minimale est de −15,3 °C, atteinte le 20 décembre 2009,,. 
Les paramètres climatiques de la commune ont été estimés pour le milieu du siècle (2041-2070) selon différents scénarios d'émission de gaz à effet de serre à partir des nouvelles projections climatiques de référence DRIAS-2020. Ils sont consultables sur un site dédié publié par Météo-France en novembre 2022.

## Urbanisme

### Typologie
Au 1er janvier 2024, Dun-sur-Meuse est catégorisée bourg rural, selon la nouvelle grille communale de densité à sept niveaux définie par l'Insee en 2022.
Elle est située hors unité urbaine et hors attraction des villes,.

### Occupation des sols
L'occupation des sols de la commune, telle qu'elle ressort de la base de données européenne d’occupation biophysique des sols Corine Land Cover (CLC), est marquée par l'importance des territoires agricoles (45,6 % en 2018), en diminution par rapport à 1990 (50 %). La répartition détaillée en 2018 est la suivante : 
forêts (41,1 %), terres arables (29,1 %), prairies (16,3 %), zones urbanisées (10,7 %), eaux continentales (2,6 %), zones agricoles hétérogènes (0,3 %). L'évolution de l’occupation des sols de la commune et de ses infrastructures peut être observée sur les différentes représentations cartographiques du territoire : la carte de Cassini (XVIIIe siècle), la carte d'état-major (1820-1866) et les cartes ou photos aériennes de l'IGN pour la période actuelle (1950 à aujourd'hui).

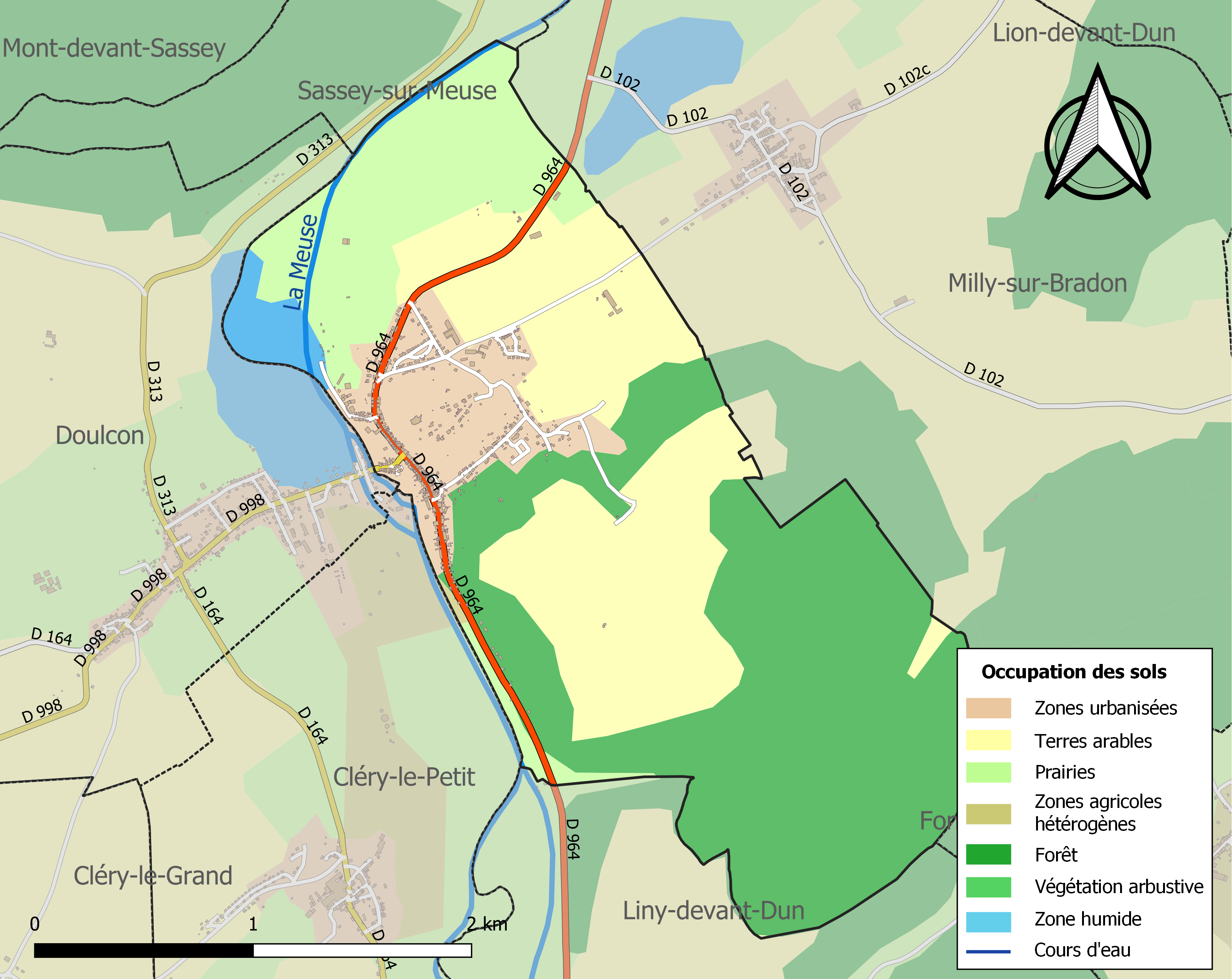
Carte des infrastructures et de l'occupation des sols de la commune en 2018 (CLC).

## Toponymie
Le nom de la localité est attesté sous les formes Duno, Dunis (époque mérovingienne) ; Castrum Duni in comitatu Dulcomensi ; Dunum nominatum (1065) ; Divum, Diviensis (1081) ; Dunum (1094) ; Dunensis-castrum (1094) ; Dunum castrum (1156) ; De Docini, de Doci-Liniaco (1183) ; Ante portam Duni-castri (1198) ; De Duno (1204) ; Dun-le-Château (1494) ; Castrum-Dunense (1580) ; Dun-le-Châtel (1588) ; Sancta-Maria de Duno-Castro (XVIe siècle) ; Dun-le-Chastel (1641) ; Notre-Dame de Dun-Chasteau (1648) ; D’Un (1712).

Du radical indo-européen *dhun-, associant un relief et un habitat défendu « dune », à l’origine d’une racine celtique *dhuno dont le premier sens aurait été « clôture, zone enclose », d’où le gaulois  dūnum qui a pris le sens de « citadelle, enceinte fortifiée » et, par métonymie, celui de « colline, mont » puisque la plupart des citadelles étaient bâties sur des hauteurs. 
La commune est drainée par la Meuse, Maas ; en wallon, Moûse ; en latin Mosa, un fleuve européen qui prend sa source en France et se jette dans la mer du Nord après un cours traversant la France, la Belgique et les Pays-Bas.

## Histoire

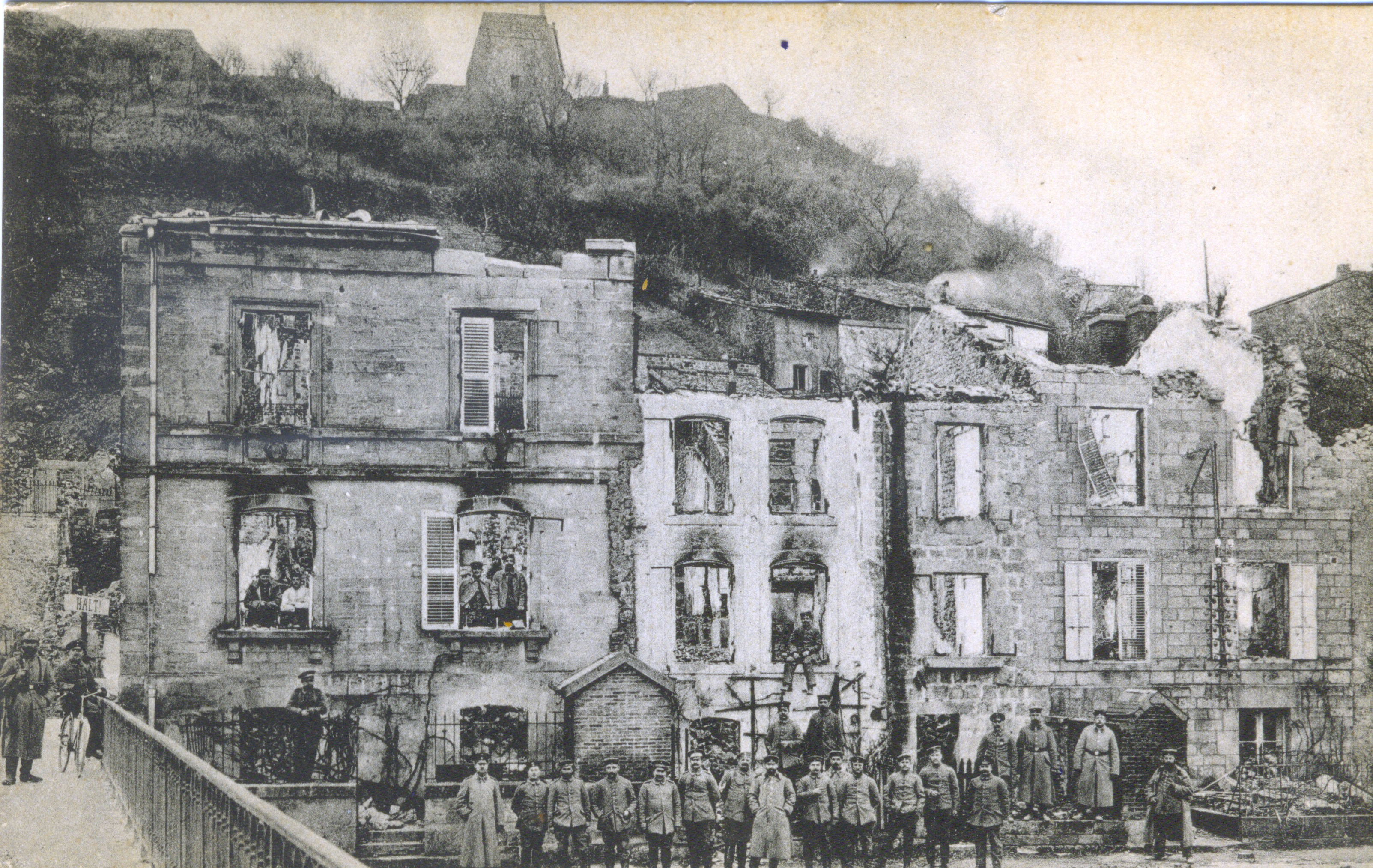
Destructions lors de la Première Guerre mondiale.

Au XIe siècle, Godefroid II de Basse-Lotharingie, comte d'Ardennes, édifie un château sur la colline, que les sires d'Apremont complètent en 1402 par une enceinte fortifiée. Le duc de Bouillon, père de Turenne, s'empare de la forteresse en 1592. Sur ordre de Louis XIII, le château est démantelé en 1642, connaissant le même sort que la plupart des places fortes de Lorraine. En 1648, Anne d'Autriche fit don de la ville au Grand Condé. La ville haute fut en grande partie détruite au cours de la Première Guerre mondiale. Les remparts de la ville sont en cours de restauration. Des bénévoles de l'association Chantiers histoire et architecture médiévales participent aux travaux depuis 2006.

## Politique et administration

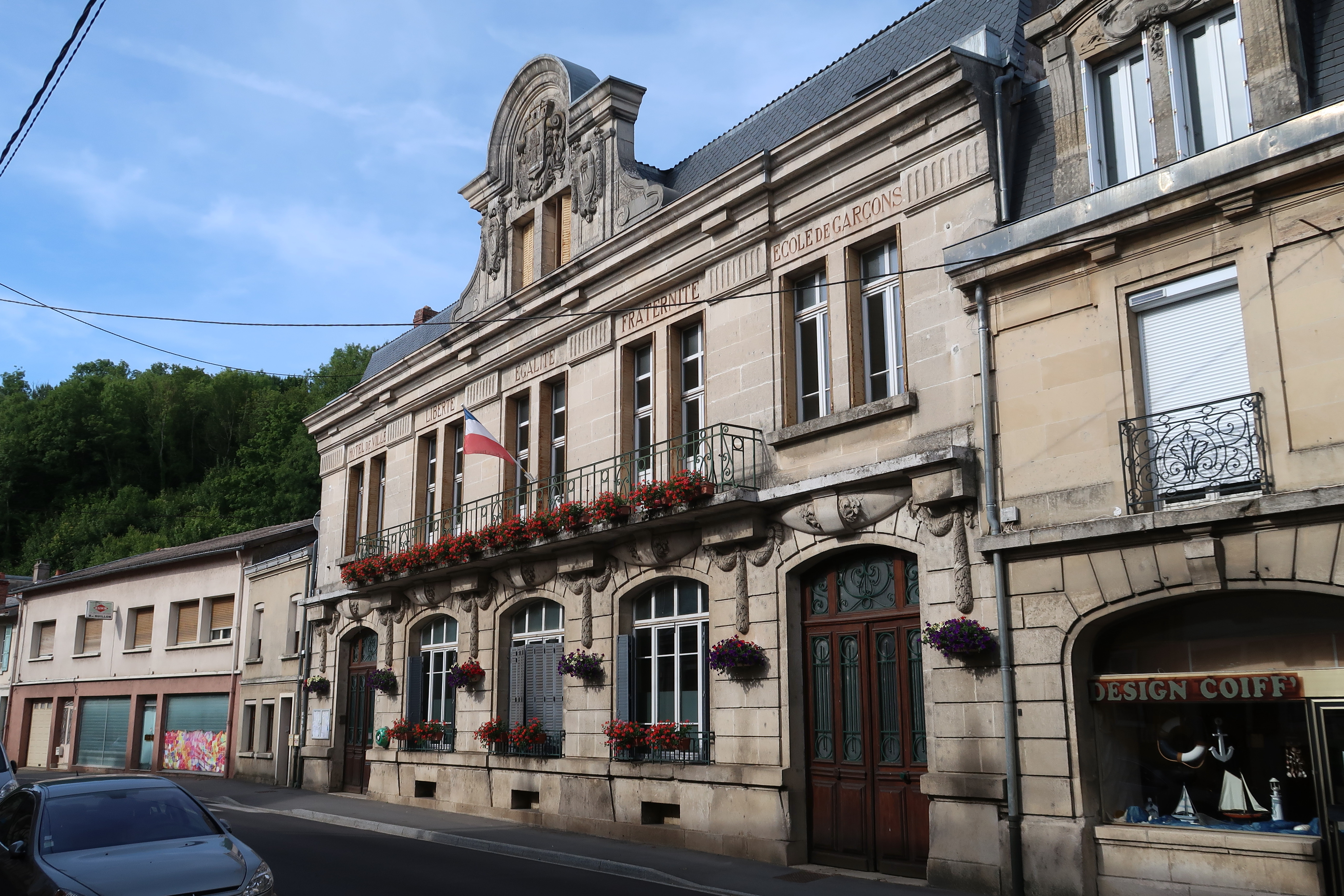
Mairie

| Période                                  | Période  | Identité                          | Étiquette | Qualité      |
| ---------------------------------------- | -------- | --------------------------------- | --------- | ------------ |
| Les données manquantes sont à compléter. |          |                                   |           |              |
|                                          |          | Jules Jacques Baudson (1814-1889) |           |              |
| mars 2001                                | 2020     | Alain Jacquet                     | MPF       |              |
| mars 2020                                | En cours | Pierre Ploner                     | EÉLV      | Ancien cadre |

## Population et société

### Démographie

#### Évolution démographique
L'évolution du nombre d'habitants est connue à travers les recensements de la population effectués dans la commune depuis 1793. Pour les communes de moins de 10 000 habitants, une enquête de recensement portant sur toute la population est réalisée tous les cinq ans, les populations de référence des années intermédiaires étant quant à elles estimées par interpolation ou extrapolation. Pour la commune, le premier recensement exhaustif entrant dans le cadre du nouveau dispositif a été réalisé en 2006.

En 2022, la commune comptait 590 habitants, en évolution de −11,28 % par rapport à 2016 (Meuse : −4,4 %, France hors Mayotte : +2,11 %).
| 1793 | 1800 | 1806  | 1821  | 1831  | 1836  | 1841 | 1846 | 1851 |
| ---- | ---- | ----- | ----- | ----- | ----- | ---- | ---- | ---- |
| 960  | 961  | 1 088 | 1 049 | 1 048 | 1 052 | 966  | 950  | 974  |

| 1856 | 1861 | 1866 | 1872 | 1876 | 1881 | 1886 | 1891 | 1896 |
| ---- | ---- | ---- | ---- | ---- | ---- | ---- | ---- | ---- |
| 925  | 951  | 972  | 927  | 959  | 984  | 884  | 887  | 909  |

| 1901 | 1906 | 1911 | 1921 | 1926 | 1931 | 1936 | 1946 | 1954 |
| ---- | ---- | ---- | ---- | ---- | ---- | ---- | ---- | ---- |
| 864  | 887  | 858  | 568  | 742  | 654  | 702  | 621  | 669  |

| 1962 | 1968 | 1975 | 1982 | 1990 | 1999 | 2006 | 2011 | 2016 |
| ---- | ---- | ---- | ---- | ---- | ---- | ---- | ---- | ---- |
| 717  | 700  | 782  | 747  | 806  | 752  | 747  | 704  | 665  |

| 2021 | 2022 | - | - | - | - | - | - | - |
| ---- | ---- | - | - | - | - | - | - | - |
| 613  | 590  | - | - | - | - | - | - | - |

#### Pyramide des âges
La population de la commune est relativement âgée.
En 2018, le taux de personnes d'un âge inférieur à 30 ans s'élève à 25,6 %, soit en dessous de la moyenne départementale (32,4 %). À l'inverse, le taux de personnes d'âge supérieur à 60 ans est de 42,7 % la même année, alors qu'il est de 29,6 % au niveau départemental.
En 2018, la commune comptait 320 hommes pour 342 femmes, soit un taux de 51,66 % de femmes, légèrement supérieur au taux départemental (50,49 %).
Les pyramides des âges de la commune et du département s'établissent comme suit.
| Hommes | Classe d’âge | Femmes |
| ------ | ------------ | ------ |
| 1,9    | 90 ou +      | 9,1    |
| 11,6   | 75-89 ans    | 19,7   |
| 20,4   | 60-74 ans    | 22,1   |
| 21,5   | 45-59 ans    | 16,9   |
| 12,5   | 30-44 ans    | 12,7   |
| 15,1   | 15-29 ans    | 11,0   |
| 17,0   | 0-14 ans     | 8,5    |

| Hommes | Classe d’âge | Femmes |
| ------ | ------------ | ------ |
| 0,8    | 90 ou +      | 2,2    |
| 7,6    | 75-89 ans    | 11     |
| 20,2   | 60-74 ans    | 20,5   |
| 20,6   | 45-59 ans    | 20     |
| 17,4   | 30-44 ans    | 16,8   |
| 16,7   | 15-29 ans    | 13,6   |
| 16,8   | 0-14 ans     | 15,8   |

## Culture locale et patrimoine

### Lieux et monuments

#### Église Notre-Dame-de-Bonne-Garde
Elle est construite dans la ville haute en 1346 et est classée aux monuments historiques depuis 1920. Elle est de style gothique rayonnant. L'église contient du mobilier classé également aux monuments historiques :
- une dalle funéraire sur le mur nord (classée M. H. en 1913),
- un buffet d'orgue du XVIIe siècle en bois, très endommagé pendant la Première Guerre mondiale (classé M. H. en 1913),
- un retable du XVIIIe siècle en bois, situé dans la chapelle des Morts dans le mur sud ; une Vierge à l'Enfant est disposée dans la niche centrale et on y voit également un pélican s'ouvrir le ventre pour nourrir ses petits (classé M. H. en 1913),
- une chaire à prêcher du XVIIIe siècle en bois (classé M. H. en 1936).
- une sculpture en marbre et bronze d'Ipoustéguy Mort de l'évêque John Neumann, réalisée en 1976 et installée en 2001.

Église
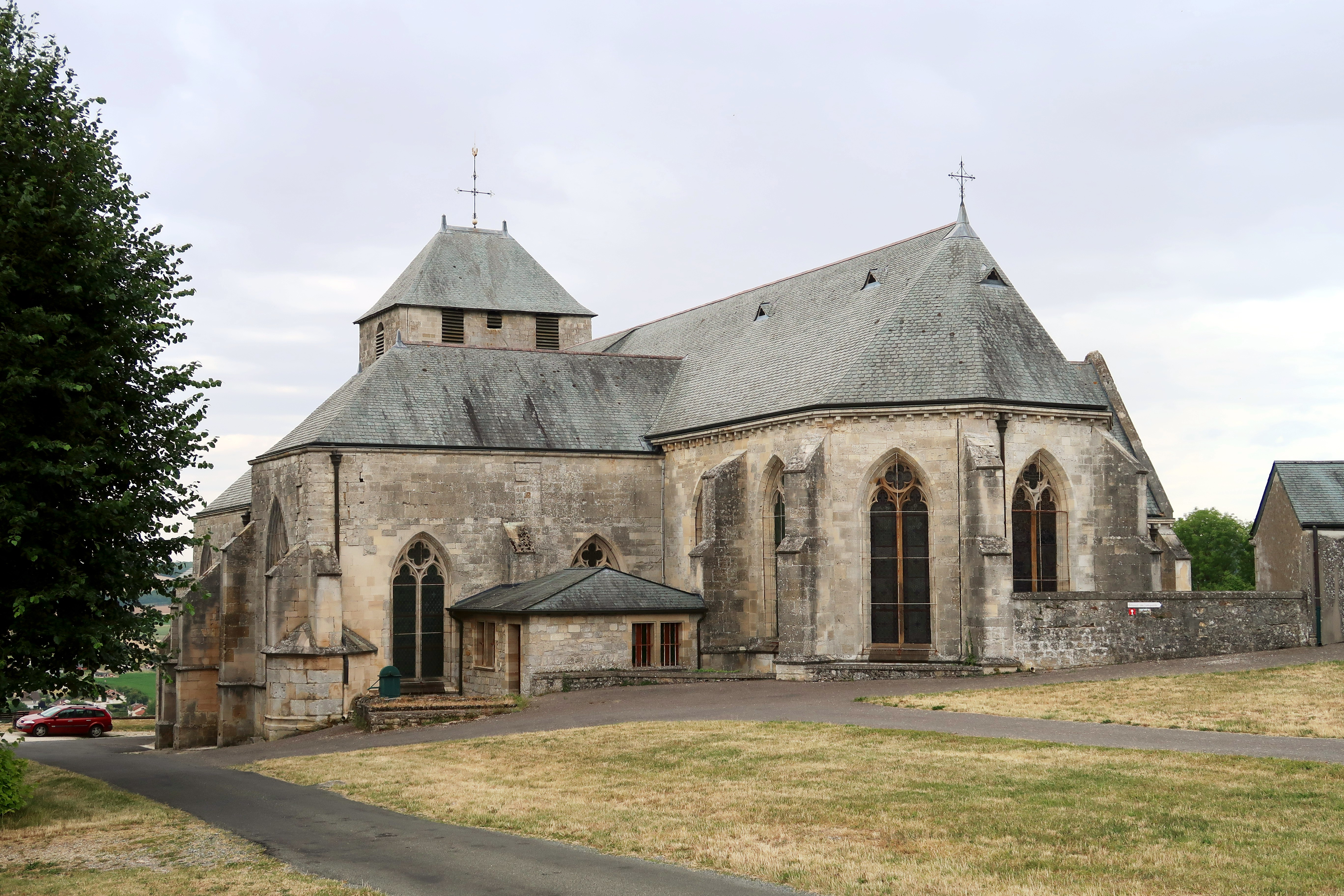
Extérieur
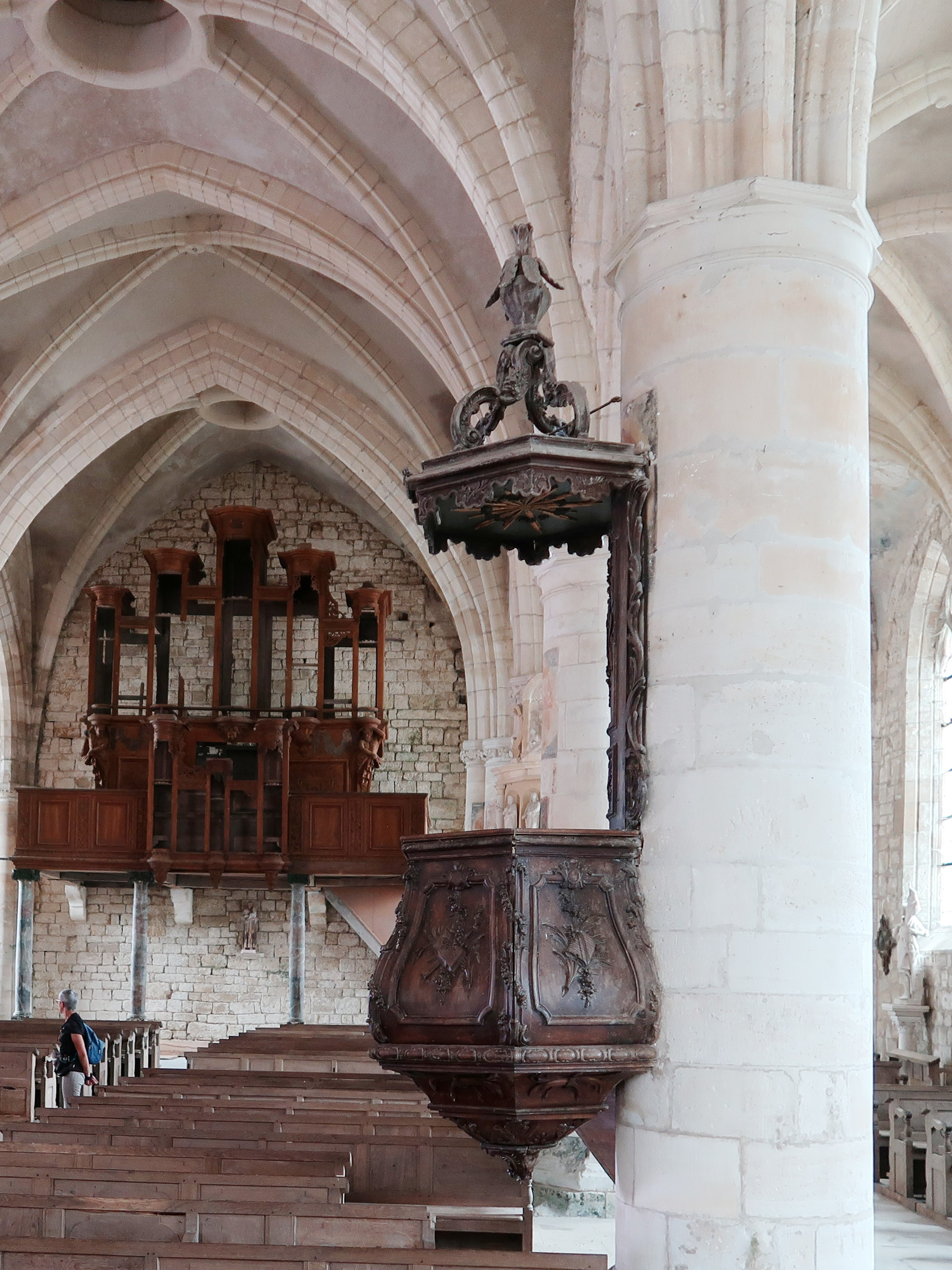
Chaire
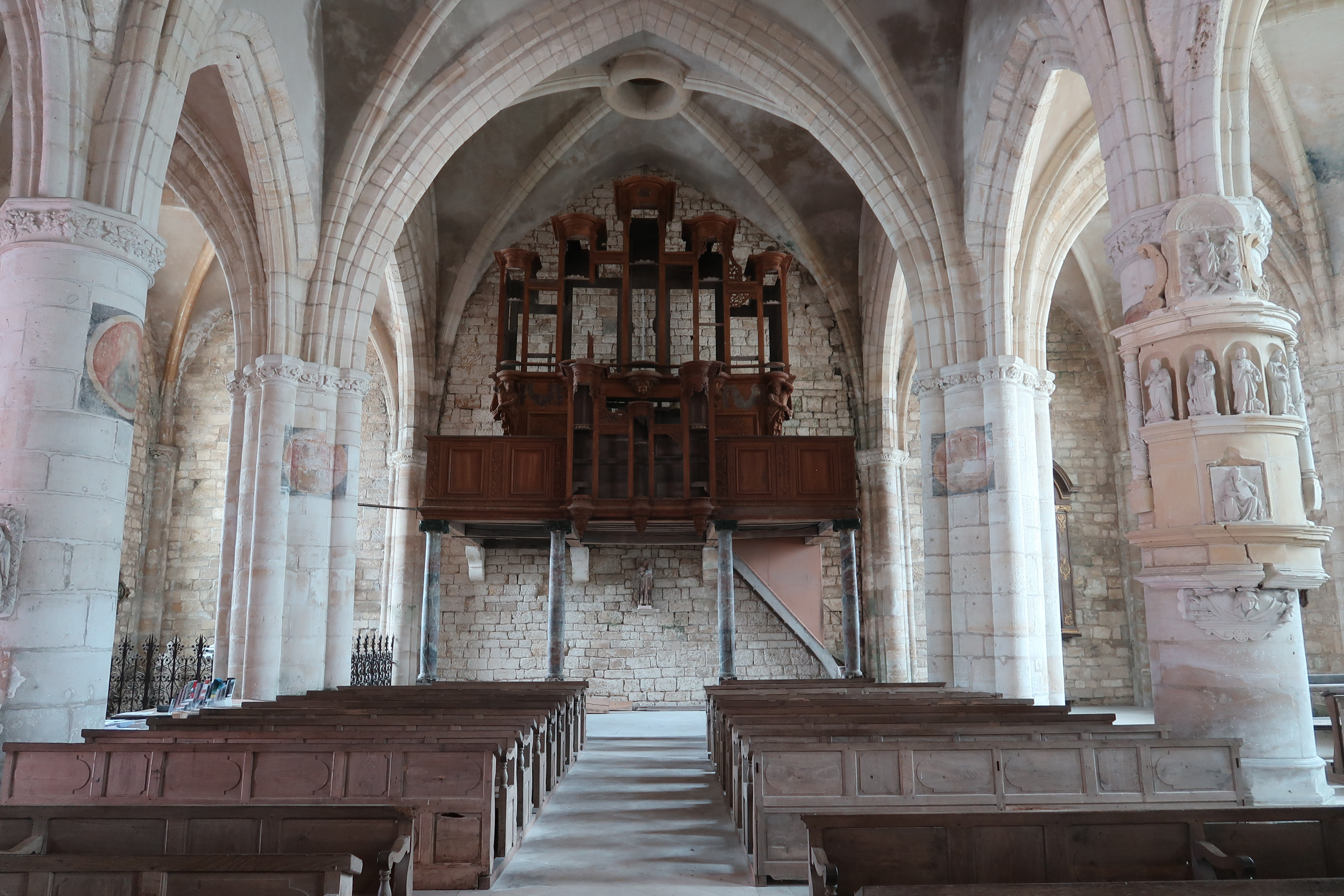
Buffet de l'orgue
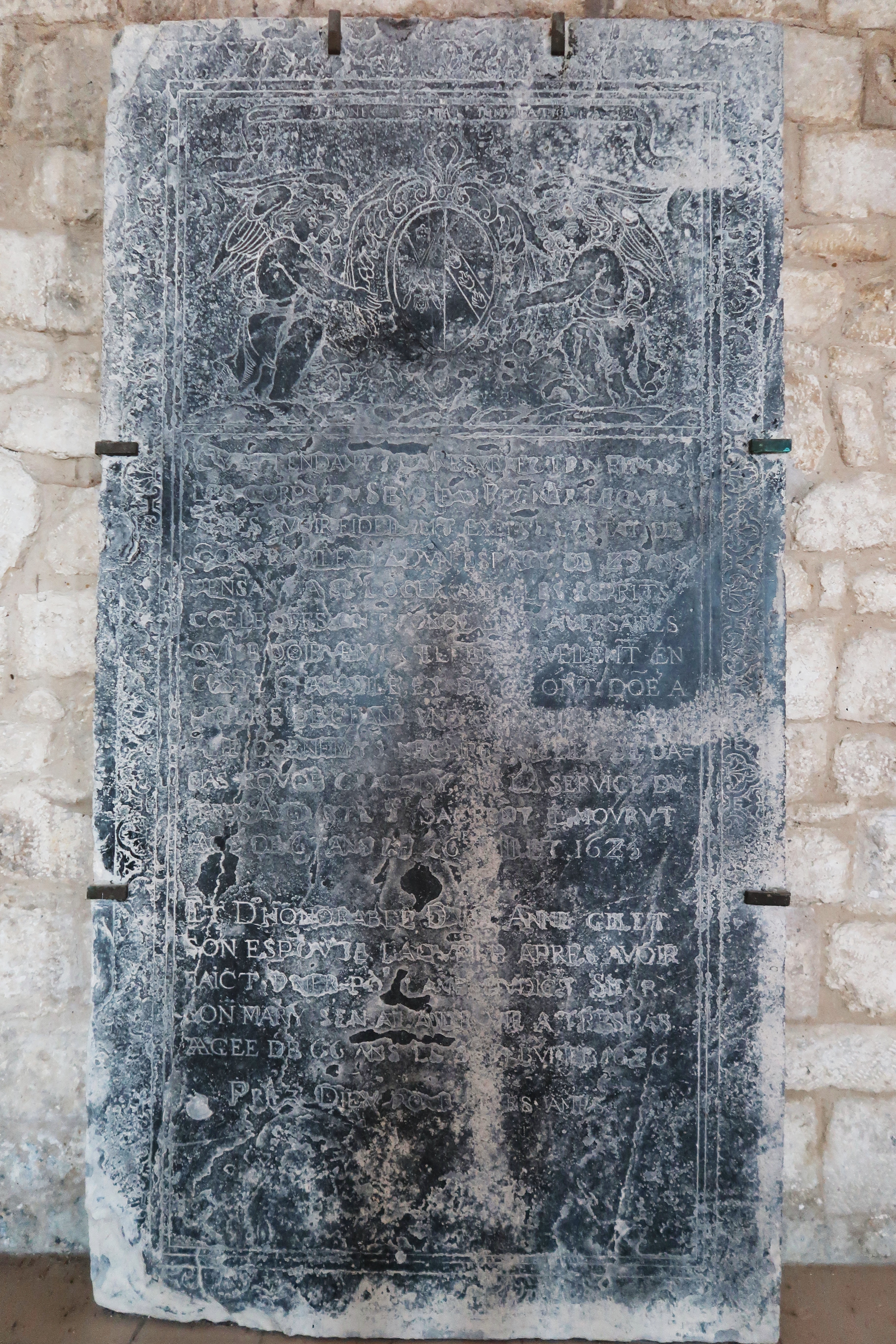
Pierre tombale
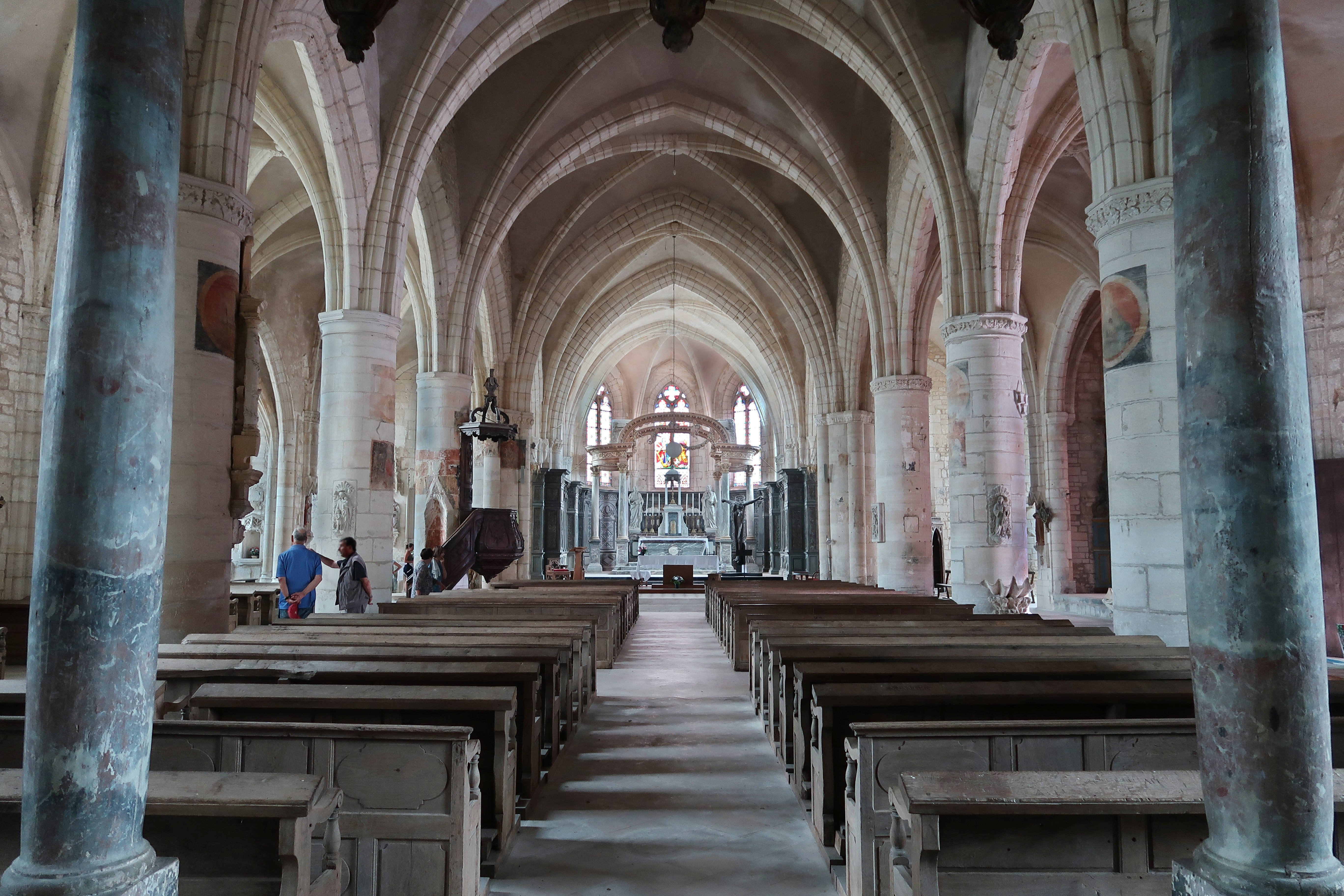
Nef

#### Chapelle Saint-Claude
Elle est construite dans la ville basse en 1402 par Robert de Bar, pour le service des voyageurs. Elle a été restaurée au XIXe siècle.

#### Anciennes fortifications
- La porte de Milly qui date de 1402 : elle était la sortie est de la ville fortifiée,
- La porte aux Chevaux qui date des XVe siècle et XVIIe siècle : par une volée d'escalier et via la rue Mi-le-Mont. Elle donne accès à la ville basse.

#### Cimetière militaire allemand
Établi en décembre 1914 sur le chemin de Jumont par les troupes allemandes qui stationnent dans la ville jusqu'à la fin de septembre 1918. Il reçoit les dépouilles de 1 664 hommes dont, notamment, celles des soldats grièvement blessés qui succombent dans le vaste hôpital militaire de guerre créé à Dun dès septembre 1914.

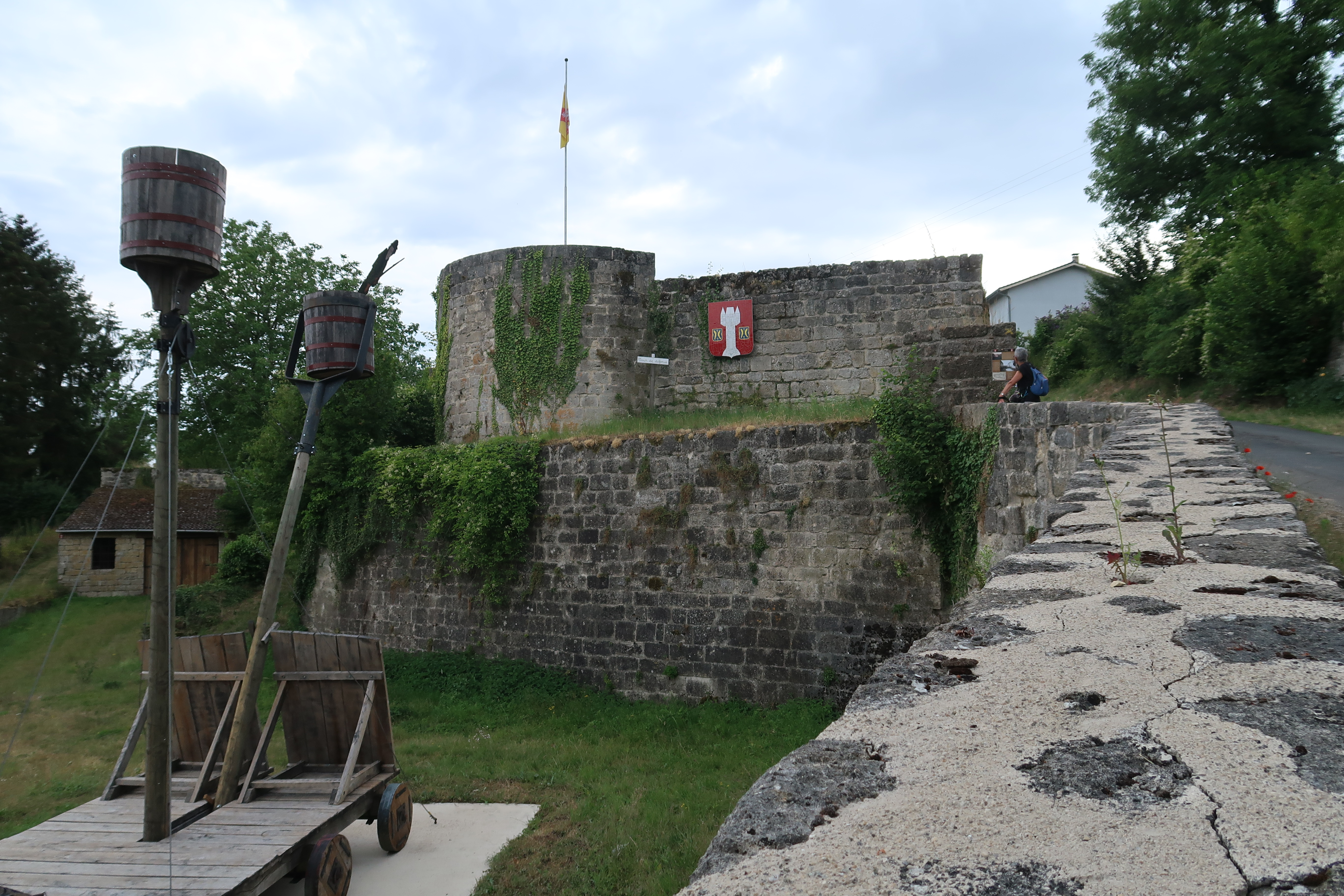
Fortifications.
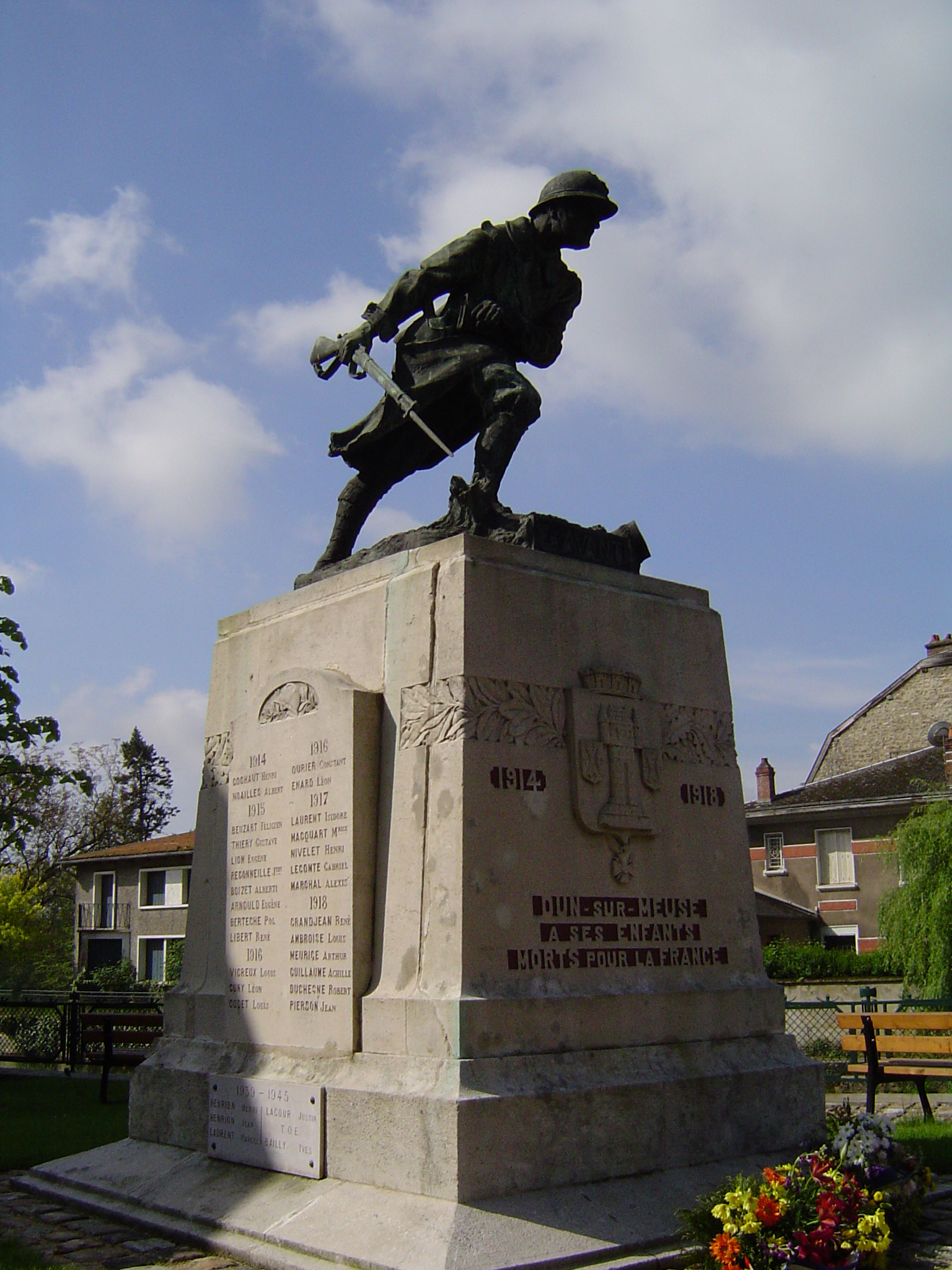
Monument aux morts
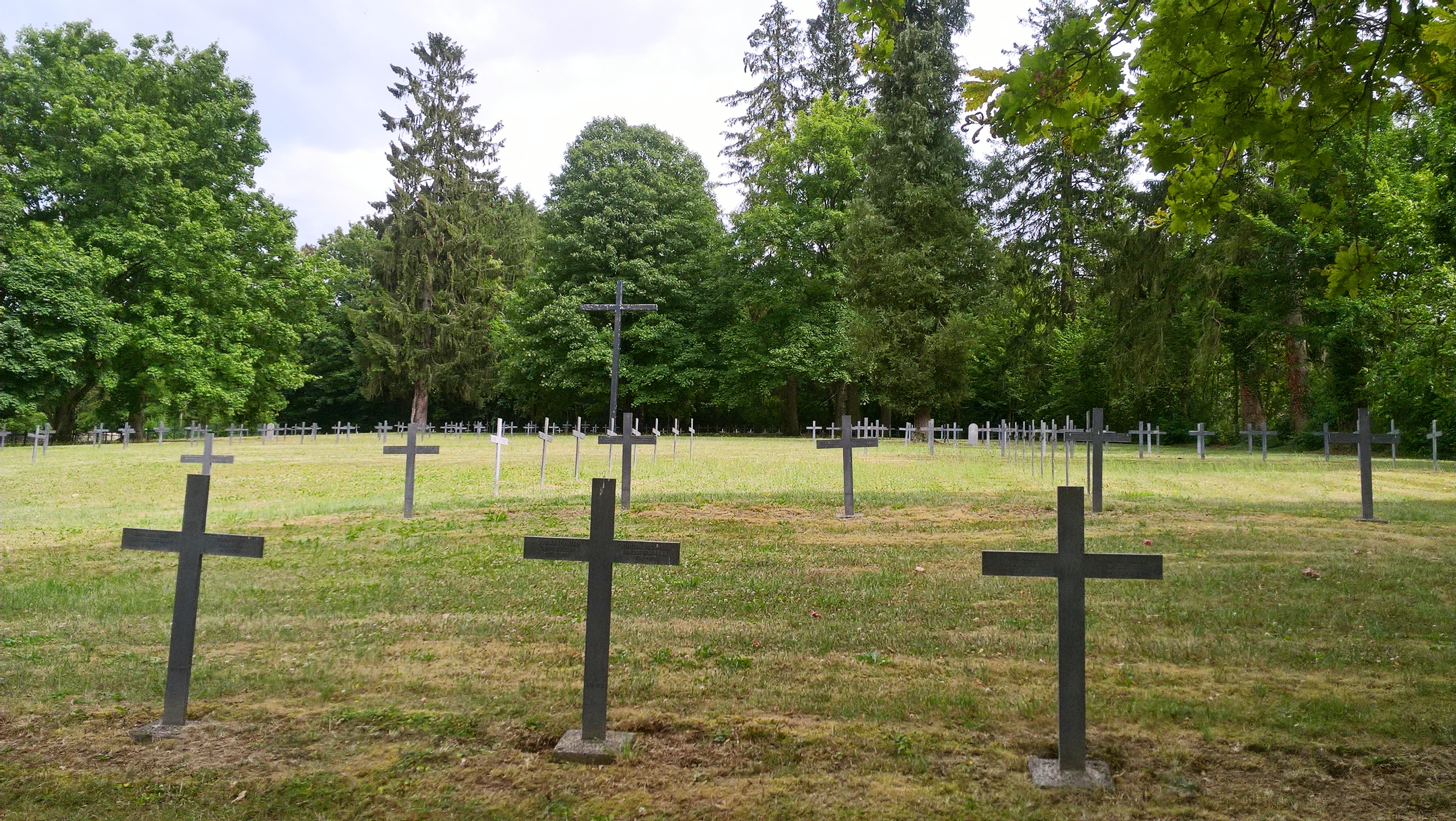
Cimetière allemand

### Personnalités liées à la commune
- Godefroy II de Basse-Lotharingie, premier édificateur du château fort (ruiné) au XIe siècle.
- Frédéric de Lorraine, frère du précédent et élu pape sous le nom d'Étienne IX en 1057. Né à Dun-sur-Meuse vers 1020.
- Charles Georges Calixte Deslon, officier des hussards de Lauzun impliqué dans l'affaire de Varennes, en poste à Dun-sur-Meuse.
- Brice Jean-Baptiste Renard (1769-1854), général des armées de la République et de l'Empire y est né et décédé.
- Laura Leroux-Revault (1872-1936), peintre.
- Ipoustéguy (1920-2006), sculpteur, est né à Dun-sur-Meuse.
- Jean Minisini (1923-2006), acteur né à Dun-sur-Meuse.

### Héraldique
| Blason | Blasonnement : De gueules, à la tour d'argent, couverte, terrassée et flanquée de deux échauguettes due même, accostée de deux écussons d'azur semés de croix recroisetées au pied fiché, à deux bars adossés brochant et à la bordure, le tout d'or. Commentaires : Ce blason est une reprise partielle du sceau de la prévôté de Dun (une tour antique ayant au sommet deux tournelles et de chaque côté de la tour un écusson aux armes de Bar). |

Le sceau de Dun portait : une tour maçonnée de sable à la porte d'argent, couronnée et dentelée de cinq créneaux surmontés du pennon de l'ancienne baronnie, avec ces mots : Sceau de Dun le Château.
Les armoiries des sires de Dun étaient : de gueules à la croix d'argent.